# Il romanzo di due vite
Il romanzo di due vite è un film muto italiano del 1913 diretto da Attilio Fabbri.